# Новый дом
«Новый дом» — фильм режиссёра Владимира Корш-Саблина, снятый на киностудии Беларусьфильм и вышедший на экран в 1947 году.

## Сюжет
Отгремела Великая Отечественная война. На освобождённой территории Белоруссии празднуют первую годовщину Великой Победы. В этот день в свою родную полуразрушенную деревню, в колхоз «Вперёд» возвращается после демобилизации капитан сапёрных войск Иван Вешняк (Евгений Самойлов).
Случилось так, что по дороге домой он встретился в райцентре со своими боевыми товарищами — ответственными работниками. От них он узнаёт новость — в области одобрено строительство новых деревень, деревень из кирпича. Также друзья сообщают ему, что его отец Кузьма Тимофеевич Вешняк (Виктор Хохряков) и председатель соседнего колхоза Мария Степановна имеют виды на один, ещё не освоенный участок земли — Заречные Дубки. И по всему выходит так, что строить новую деревню нужно именно на этом новом месте и Иван Вешняк получает ответственное поручение — возглавить строительство деревни.
По дороге домой приходится Ивану Вешняку передать почтовый пакет для колхоза «Молодая гвардия», пакет он передал прекрасной наезднице (Лидия Смирнова) и сразу обратил на неё своё внимание. Позднее окажется что это и есть председатель соседнего колхоза Мария Степановна Череднякова по прозвищу Черединчиха.
Иван Вешняк возглавляет подготовку к строительству. На земельном участке полно крепких пней. Избавиться от них с помощью подрывов толовыми шашками помогают сапёры. Мария Череднякова вместе со своими колхозницами помогает в корчёвке пней. Участок подготовлен к строительству. На собрании колхозников выступает архитектор Михаил Андреевич Костоусов (Николай Черкасов), он убеждает селян в том, что кирпич — это хороший, выгодный материал для строительства и самое главное — долговечный.
Построив свой кирпичный завод колхоз «Вперёд» начал строительство новой деревни из кирпича. Стены и фронтоны ведут из кирпича, крыши кроют черепицей. Конечно же показывают стахановские методы работы, что неизбежно приводит к ухудшению качества строительства.
Однако время подошло убирать урожай и строители (среди них много прикомандированных к селу сапёров во главе со старшиной Фокиным (Леонид Кмит)) вынуждены помогать в уборке колхозникам. Сначала они помогают одному колхозу, затем другому. Затем колхозницы из «Молодой Гвардии» помогают колхозникам «Вперёд». А Мария Степановна задумала сама строить кирпичный завод, ей понадобится помощь сапёров. В общем все споры и распри уже забыты, все работают сообща. И как это часто бывает кончается дело свадьбами.

## В ролях
- Виктор Хохряков — Кузьма Тимофеевич Вешняк, председатель колхоза «Вперёд», старый партизан
- Евгений Самойлов — капитан Иван Кузьмич Вешняк
- Лидия Смирнова — Мария Степановна Чередникова, председатель колхоза «Молодая гвардия», бывшая партизанка
- Леонид Кмит — старшина Фокин, сапёр
- Константин Сорокин — Степан Петрович Полойка, счетовод
- Николай Черкасов — Михаил Андреевич Костоусов, академик архитектуры
- Николай Боголюбов — Василий Фёдорович, председатель облисполкома
- Борис Рунге — Михаил Кузьмич Вешняк (Минька), младший сын Вешняка
- Владимир Дедюшко — Председатель РИКа
- Татьяна Барышева — жена Вешняка

## Съёмочная группа
- Миронова, Елена Владимировна — монтажёр

Герой Леонида Кмита старшина Фокин в сцене строительства кирпичного дома выглядит точно так же, как и герой плаката 1946 года художника В. Иванова «Ясен план. Скорей за дело! Строить Родина велела».